# Gesetz über das Amtsgehalt der Mitglieder des Bundesverfassungsgerichts
Das Gesetz über das Amtsgehalt der Mitglieder des Bundesverfassungsgerichts (BVerfGAmtsGehG) vom 28. Februar 1964 regelt die Bezüge der Richter des Bundesverfassungsgerichts.
Die Dienstbezüge der Richter sind an die Bezüge anderer Beamter und Richter gekoppelt. Das Grundgehalt des Präsidenten des Bundesverfassungsgerichts entspricht dem eines Bundesministers, also vier Dritteln des Grundgehalts eines Staatssekretärs nach BBesO B 11. Dies entspricht rund 17.500 Euro brutto monatlich. Der Vizepräsident erhält ein Grundgehalt von sieben Sechsteln des Grundgehalts nach BBesO B 11. Die übrigen Richter des Bundesverfassungsgerichts werden wie Präsidenten bei den obersten Gerichtshöfen des Bundes nach BBesO R 10 mit rund 14.537 Euro brutto monatlich besoldet. Wie bei anderen öffentlich Bediensteten werden Familienzuschläge neben dem Grundgehalt gewährt.
Hinzu kommt eine verhältnismäßig geringe pauschale Aufwandsentschädigung für den Präsidenten und den Vizepräsidenten des Bundesverfassungsgerichts.
Weiterhin haben die Richter des Bundesverfassungsgerichts freie Fahrt in allen Verkehrsmitteln der Deutschen Bahn, entsprechend den Regelungen für Abgeordnete des Deutschen Bundestages.